# Slag bij West Point
De Slag bij West Point vond plaats op 16 april 1865 in West Point (Georgia) tijdens de Amerikaanse Burgeroorlog. Deze slag vond plaats in de omgeving van Fort Tyler zeven dagen nadat Robert E. Lee zich overgaf. Het was de laatste confrontatie ten oosten van de Mississippi en het laatste Zuidelijk fort dat ingenomen werd tijdens het conflict.